# The Bishop's Wife
The Bishop's Wife, também conhecido como Cary and the Bishop's Wife, (bra: Um Anjo Caiu do Céu; prt: O Mensageiro do Céu) é um filme de fantasia estadunidense de 1947, do gênero comédia romântica produzido por Samuel Goldwyn, estrelado por Cary Grant, Loretta Young e David Niven em uma história sobre um bispo que na véspera de Natal pede ajuda aos céus para continuar sua missão e acaba recebendo auxílio de um anjo que se transforma em rival pelo amor de sua mulher. O filme foi adaptado por Leonardo Bercovici e Robert E. Sherwood a partir do romance de 1928, de mesmo nome, por Robert Nathan, e foi dirigido por Henry Koster.
Foi refeito em 1996 como The Preacher's Wife, estrelando Denzel Washington, Whitney Houston e Courtney B. Vance.

## Sinopse
O bispo Henry Brougham (David Niven), preocupado com o financiamento da construção de uma nova catedral, faz uma oração por orientação divina. Seu apelo é aparentemente respondido por um anjo gentil chamado Dudley (Cary Grant), que revela sua identidade apenas ao clérigo.
No entanto, a missão de Dudley não é ajudar a construir uma catedral, mas guiar espiritualmente Henry e as pessoas que o cercam. Henry ficou obcecado em arrecadar fundos, em detrimento de sua vida familiar. Seus relacionamentos com a esposa Julia (Loretta Young) e sua jovem filha Debby (Karolyn Grimes) são prejudicados por seu foco na catedral.
Todos, exceto Henry, ficam encantados com Dudley, mesmo o professor não religioso Wutheridge (Monty Woolley). Dudley convence os paroquianos ricos, particularmente a viúva Agnes Hamilton (Gladys Cooper), a contribuir com os fundos necessários, mas não a construir a catedral. Ele persuade a sra. Hamilton a doar seu dinheiro para alimentar e vestir os necessitados — para grande desgosto de Henry. Para economizar tempo, Dudley também redecora a árvore de Natal dos Broughams em alguns segundos, salva uma igreja antiga restaurando o interesse no coro dos meninos e dita a uma máquina de escrever para produzir magicamente o novo sermão de Henry — sem o conhecimento de Henry.
Quando Dudley gasta tempo animando Julia, porém, ocorre um desenvolvimento inesperado: Dudley se sente fortemente atraído por ela. Percebendo isso, Henry fica com ciúmes e ansioso por seu hóspede indesejável terminar e partir. Ele revela a verdadeira identidade de Dudley ao professor Wutheridge, que pede que ele se levante e lute pela mulher que ama.
Dudley indica uma vontade de ficar, mas Julia, sentindo o que ele quer dizer, diz a Dudley que é hora de ele ir embora. Dudley diz ao bispo que é raro um anjo invejar um mortal. Henry quer saber por que seus planos para a catedral foram descarrilados. Dudley lembra o bispo que ele orou pedindo orientação, não um edifício.
Com a missão cumprida e sabendo que Julia ama o marido, Dudley sai, prometendo nunca mais voltar. Toda a memória dele é apagada e, mais tarde, na véspera de Natal, à meia-noite, Henry faz o sermão que acredita ter escrito. Dudley observa da rua, satisfeito por seu trabalho estar concluído.

## Elenco
- Cary Grant ... Dudley
- Loretta Young ... Julia Brougham
- David Niven ... Bispo Henry Brougham
- Monty Woolley ... Professor Wutheridge
- James Gleason ... Sylvester, um taxista simpático
- Gladys Cooper ... Mrs. Agnes Hamilton
- Elsa Lanchester ... Matilda, a governanta dos Broughams
- Sara Haden ... Mildred Cassaway, secretária do bispo
- Karolyn Grimes ... Debby Brougham, a filha dos Broughams
- Tito Vuolo ... Maggenti
- Regis Toomey ... Reverendo Miller (creditado como Mr. Miller)
- Sarah Edwards ... Mrs. Duffy
- Margaret McWade ... Miss Trumbull
- Anne O'Neal ... Mrs. Ward
- Ben Erway ... Mr. Perry
- Erville Alderson ... Stevens
- Robert J. Anderson ... capitão de defesa
- Teddy Infuhr ...  capitão de ataque
- Eugene Borden ... Michel
- Almira Sessions ... primeira-dama de Michel
- Claire Du Brey ... segunda-dama (como Claire DuBrey)
- Florence Auer ... terceira-dama
- Margaret Wells ... proprietária da chapelaria
- Kitty O'Neil ... cliente da Hat Hat (como Kitty O'Neill)
- Isabel Jewell ... mãe histérica
- David Leonard ... homem cego
- Dorothy Vaughan ... Delia
- Edgar Dearing ... policial
- O coro de meninos de Robert Mitchell ... conjunto vocal como The Mitchell Boychoir

Niven foi originalmente escolhido como anjo, Dana Andrews como bispo e Teresa Wright como sua esposa. No entanto, Wright teve que sair devido à gravidez. Segundo Robert Osborne, Andrews foi emprestado à RKO para obter Loretta Young. Koster então trouxe Cary Grant, mas ele queria interpretar o anjo, então o papel do bispo foi dado a Niven.

## Produção
Produção não foi sem problemas. O produtor Samuel Goldwyn substituiu o diretor William A. Seiter por Henry Koster para criar um filme completamente novo. Nas primeiras visualizações, o público não gostou do filme, então Billy Wilder e Charles Brackett fizeram reescrições não creditadas. Mesmo assim, e mesmo que a estreia de The Bishop's Wife tenha sido acompanhada por um sucesso crítico, o filme não se saiu muito bem nas bilheterias a princípio. Pesquisa de mercado mostrou que os espectadores evitavam o filme porque pensavam que era religioso. Então, Goldwyn decidiu renomeá-lo como Cary and the Bishop's Wife para alguns mercados dos EUA, enquanto adicionava uma caixa de texto preta com a pergunta "Você já ouviu falar sobre CARY AND THE BISHOP'S WIFE?" em pôsteres em mercados onde o filme manteve o título original. Ao adicionar o primeiro nome de Grant ao título, os negócios do filme aumentaram em até 25%.
As filmagens foram feitas em Minneapolis, Minnesota. Na cena em que Dudley conduz o coro dos meninos, a composição de Charles Gounod 'Noël: Montez à Dieu' foi apresentada pelo Coral de Meninos de Robert Mitchell A música "Lost April" apresentada no filme teve letras escritas por Nat King Cole, que também a gravou.

## Principais prêmios e indicações
O filme ganhou o Oscar de melhor som (Gordon E. Sawyer), e foi indicado para melhor diretor, melhor montagem, melhor trilha sonora de filme dramático ou comédia: e melhor filme.
O filme é reconhecido pelo American Film Institute nestas listas:
- 2002: Lista das 100 melhores histórias de amor do cinema americano - nomeado[9]
- 2006: Lista dos filmes estadunidenses mais inspiradores segundo o American Film Institute - nomeado[10]

## Adaptações a outras mídias
The Bishop's Wife foi dramatizada como uma peça de rádio de meia hora na transmissão de 1 de março de 1948 do The Screen Guild Theater com Cary Grant, Loretta Young e David Niven em seus papéis originais no cinema. Também foi apresentado no Lux Radio Theater três vezes como uma transmissão de uma hora: primeiro em 19 de dezembro de 1949, com Tyrone Power e David Niven, segundo em 11 de maio de 1953, com Cary Grant e Phyllis Thaxter e terceiro em 1º de março de 1955, novamente com Grant e Thaxter.
A trilha sonora foi lançada em CD.